# 六必居
六必居是北京一家中华老字号酱园。据传创自明朝嘉靖九年（1530年），实际应该始于清朝康熙年间。六必居最出名的是它的酱（黄酱和甜面酱）与酱菜，它也是北京各酱园中历史相對最久的一家。

## 历史与传说
挂在店内的金字大匾，据传是明朝大学士严嵩所书， 谢国桢据明薛岡《天爵堂文集》考证，匾额是明代書法大家姜立纲所写。
六必居的来历说法很多，因清代初期驅趕內城漢人，很多事較難考證。一说是山西临汾西社村人赵存仁、赵存义、赵存礼三兄弟开办的小店铺，专卖日常用品。俗话说：“开门七件事：柴、米、油、盐、酱、醋、茶”。赵氏兄弟的小店铺，因为不卖茶，其他六件都卖，就起名六必居，一開始賣酒，但也是外面買來存放的“伏酒”、“蒸酒”，制作酱菜是以后的事。一说最初6个人合开的生意，本拟起名六心居，托严嵩题匾，严写完之后觉得六心意思不佳，加了一笔，遂称“六必居”。一说，“六必居”原是小酒店，“六必”是指酿酒工艺的要点，即“黍稻必齐，曲蘖必实，湛之必洁，陶瓷必良，火候必得，水泉必香”，但六必居并不酿酒，只是卖酒，此说也不通。
1965年北京市委书记邓拓曾来到前门外六必居酱园的支店六珍号，借走了六必居的大量房契与帐本，他从这些材料中考据出六必居实创于清朝，约康熙十九年到五十九年间。雍正六年，帐本上记载这家酱园的最早名字叫“源升号”，到乾隆六年，帐本上才第一次出现“六必居”的名字。
六必居製造甜醬黑菜、甜醬八寶菜、甜醬八寶瓜、甜醬黃瓜、甜醬甜露、甜醬姜芽、甜醬什香菜、甜醬小醬蘿蔔、甜醬瓜、白糖蒜、稀黃醬、鋪淋醬油等12種醬料最为有名。

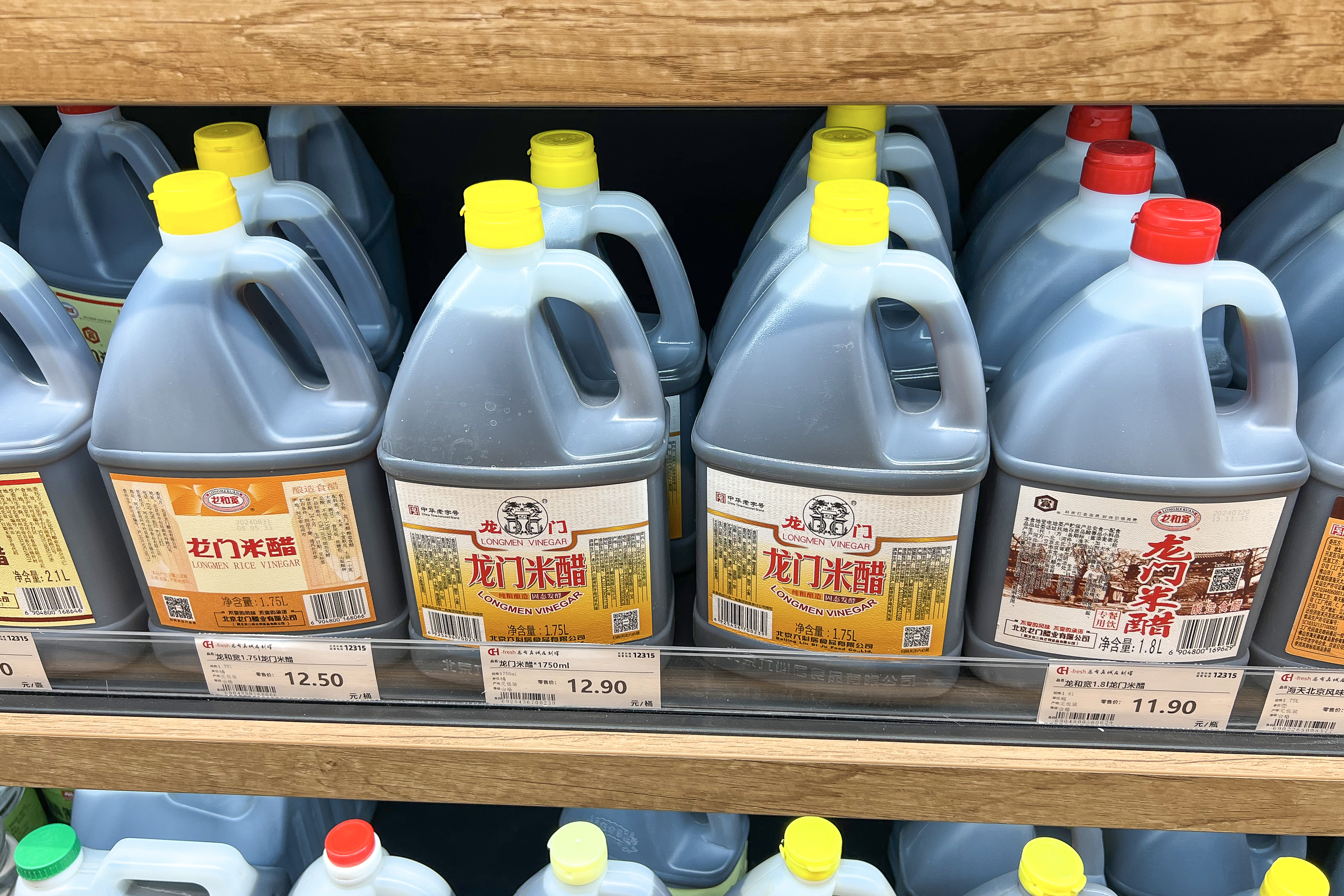
六必居旗下龙门米醋，该品牌1820年始创于河北赤城县龙关镇

今天，六必居和天源、桂馨斋三个老字号一起都是北京六必居食品有限公司旗下的品牌，而王致和、六必居、白玉、龙门、金狮、天源酱园、桂馨斋7个老字号品牌均为首农味业的一部分。